# سوخاتینو
سوخاتینو (به لاتین: Sokhatino) یک منطقهٔ مسکونی در روسیه است که در استان آمور واقع شده‌است.